# Vivir Oviedo
Vivir Oviedo es una publicación dirigida por Santiago González-Alverú que semestralmente recorre los aspectos culturales, sociales, artísticos e históricos de la capital del Principado de Asturias. Vivir Oviedo trata en cada número aspectos relevantes y menos conocidos de Oviedo.
Han sido muchos los artículos que esta revista ha tratado a lo largo de su existencia.
Por destacar algunos por su seriedad y divulgación: La sillería de la catedral de Oviedo de Ana María de Cabo Huerga, Aranzazu García González y Ana Sánchez Menéndez; La relación de El Cid histórico con Oviedo de Rosa Álvarez Fernández o El Liber Testamentorum de Ana Belén de los Toyos de Castro.
Por ejemplo, un número repasa El Año Jubilar de las Cruces escrito por Manuel Robles, el alzamiento de Oviedo frente a los franceses por Covadonga Bertrand o El Palacio del Marqués de Santa Cruz del Marcenado por el historiador Miguel Cimadevilla entre otros.
Vivir Oviedo ha gozado y goza de colaboradores de la talla de Juan José Armas Marcelo, Vizcaíno Casas, Sabino Fernández Campo, Cayetana Fitz-James, Duquesa de Alba, Antonio Mingote, Pedro de Silva, Arturo Fernández, María Escario, Fernando Jáuregui y un largo etc.